# 캐릭터 피스

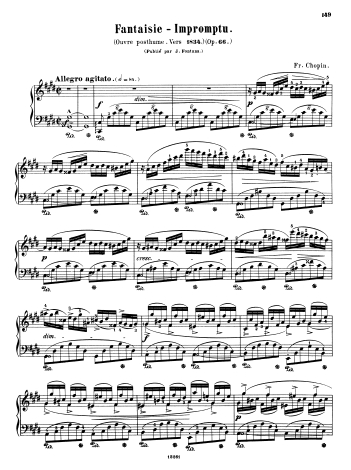

캐릭터 피스(Character piece)는 독일어인 Charakterstück에서 유래한 용어로, 19세기 음악 중 특정한 분위기나 사상을 담은 짧은 음악작품을 말한다. 성격 소품이라고도 한다.
낭만주의 시대의 음악과 관련이 깊다. 대부분의 캐릭터 피스들은 비교적 단순한 구조로 되어 있고, 주로 A-B-A의 3부 형식으로 되어 있다. 독일의 리트처럼 표현적 선율과 화성을 강조했다.
하위 갈래로는 전주곡, 발라드, 랩소디, 연습곡, 즉흥곡, 녹턴, 간주곡, 바가텔 등이 있다.